# Iván Zulueta
Iván Zulueta, pseudonimo di Juan Ricardo Miguel Zulueta Vergarajauregui (San Sebastián, 29 settembre 1943 – San Sebastián, 30 dicembre 2009), è stato un regista cinematografico, sceneggiatore e disegnatore spagnolo.

## Biografia
Nato in una famiglia dell'alta borghesia di San Sebastián, fin da piccolo si immerge nell'arte e nel cinema: la madre è pittrice dilettante, mentre il padre, avvocato, è stato per anni direttore del Festival Cinematografico di San Sebastián. 
Studia disegno e grafica a New York in piena era pop, diventando un grande estimatore di Andy Warhol. Rientrato in Spagna, si iscrive alla Scuola di Cinema di Madrid ed è allievo di José L. Borau, che diventerà il suo mentore. Nel 1968 esordisce in televisione dirigendo il programma musicale Ultimo grito, dedicato alla musica pop. Sull'onda del successo l'anno successivo gira il suo primo lungometraggio Un, dos, tres, al escondite inglés (firmato per ragioni sindacali da Borau) riprendendo lo stile pop dei film di Richard Lester sui Beatles. Negli anni settanta viaggia molto e gira numerosi cortometraggi sperimentali in Super 8, molti dei quali vanno perduti perché sequestrati dalla polizia spagnola in occasione di una proiezione clandestina. Lavora come assistente alla regia di registi quali Jaime Chávarri e Ricardo Franco (nipote del prolifico Jesús Franco) e come operatore per il corto di Pedro Almodóvar El sueño, o la estrella (1975). 
Buon disegnatore, crea numerose locandine per i più importanti registi dell'epoca. Si avvicina al mondo delle droghe leggere per poi cadere - volutamente - in quello dell'eroina, sostanza che lo condizionerà per tutta la vita. Nel 1979 gira il suo secondo e ultimo lungometraggio, Arrebato (Rapimento), considerato il film di culto per eccellenza della storia del cinema spagnolo. Interpretato da Eusebio Poncela, Cecilia Roth e dall'attore feticcio di Zulueta, l'ex modello spagnolo Will More. Il film narra la storia si un regista di film dell'orrore (Poncela) in crisi creativa e sentimentale, dedito all'uso di droghe, il quale riceve per posta un filmato in Super8 da un amico ossessionato dal cinema, che sostiene di essere vittima della sua stessa macchina da presa che lo sta pian piano vampirizzando mentre si autoriprende durante il sonno. Il regista raggiunge l'amico nel suo appartamento, ma l'uomo è sparito, è rimasta soltanto la cinepresa. Il regista si benda, si stende sul letto e si lascia vampirizzare anche lui, finché non muore. 
Il film uscì senza il minimo riscontro di pubblico e critica, ma poco tempo dopo venne riscoperto e in poco tempo si trasformò in una pellicola di culto riservata a cinefili estremi. Negli anni ottanta Zulueta si ritira nella natia San Sebastián e si sottopone a una cura a base di metadone. Il regista ha dichiarato di aver passato 8 anni senza uscire dalla villa di famiglia. Nel 1989 e nel 1992 gira due mediometraggi per la televisione spagnola, Párpados e Ritesti, che rimarranno i suoi ultimi lavori dietro la macchina da presa. La fama di regista maledetto ed eroinomane spinge i produttori a non sottoporgli altri progetti. In seguito Zulueta continua a dedicarsi sporadicamente all'arte disegnando altre locandine cinematografiche e dipingendo Polaroid ingrandite da lui stesso scattate. 
Si spegne a 66 anni a San Sebastián.